# جورج إيفانز (لاعب دوري الرغبي)
جورج إيفانز (بالإنجليزية: George Evans)‏ هو لاعب دوري الرغبي أسترالي، ولد في 28 يناير 1941، وتوفي في 25 ديسمبر 2015 في Corrimal, New South Wales ‏ في أستراليا.